# Anatoli Gueleskul
Anatoli Mijáilovich Gueleskul (en ruso: Анато́лий Миха́йлович Гелеску́л; 21 de julio de 1934 - 25 de noviembre de 2011) fue uno de los traductores rusos de poesía española más reconocidos. Tradujo al ruso versos de Garcilaso de la Vega, San Juan de la Cruz, Francisco de Quevedo, Antonio Machado, Juan Ramón Jiménez, León Felipe, Federico García Lorca, César Vallejo, Vicente Huidobro, Miguel Hernández, Octavio Paz, Pablo Neruda, Eliseo Diego, Cintio Vitier, Fernando Pessoa y canciones populares. Fue también responsable de traducciones a la misma lengua de obras en prosa de Juan Ramón Jiménez, José Ortega y Gasset y Federico García Lorca.
Sus traducciones de Federico García Lorca se consideran su mejor trabajo.
Tradujo también al ruso poesía en francés, portugués, alemán y polaco. Fue galardonado con los premios Inolittle (1996), Illuminator (2001) y Master (2007).
Estuvo casado con la traductora e hispanista Natalia Malinóvskaya, hija del mariscal Rodión Malinovski.

## Publicaciones
- Темные птицы: Зарубежная лирика в переводах Анатолия Гелескула. Москва; Вильнюс: ВИМО; Весть, 1993.
- Избранные переводы. М.: ТЕРРА, 2006.
- Огни в океане. Пер. с испанского и португальского. М., Рудомино, 2011